# Myotis thysanodes
Myotis thysanodes е вид бозайник от семейство Гладконоси прилепи (Vespertilionidae).

## Разпространение
Видът е разпространен в Канада (Британска Колумбия), Мексико и САЩ (Айдахо, Аризона, Вашингтон, Калифорния, Колорадо, Монтана, Невада, Орегон, Тексас, Уайоминг, Южна Дакота и Юта).